# Џефри Џоунс
Џефри Данкан Џоунс (енгл. Jeffrey Duncan Jones; рођен 28. септембра 1946. у Бафалоу, Њујорк), амерички је гласовни и филмски и телевизијски глумац познат по својим карактеристичним споредним улогама. Појавио се у филмовима Амадеус (1984), Слободан дан Фериса Бјулера (1986), Битлђус (1989), Лов на Црвени октобар (1990), Ед Вуд (1994), Ђавољи адвокат (1997), Успавана долина  (1999), Клопка за мушкарце (2001), као и вестерн ТВ серији Дедвуд (2006) и истоименом ТВ филму Дедвуд (2019), поред многих.